# 澤井道久
澤井 道久（さわい みちひさ、1979年6月25日 - ）は、京都府京都市西京区出身の元プロ野球選手（内野手）。

## 経歴

### プロ入り前
京都から愛知・豊川高へ野球留学（森谷昭仁とは同郷であり同級生でもある）。地元の強豪校に進学しなかったのは「甲子園には興味がなく、プロを目指していたから」で、豊川高校に決めたのは「設備が充実していたから」という。ちなみに澤井が進路のひとつと考えていた京都の学校（3校ほど）は澤井の年代には全て甲子園出場を果たしている。東海理化にすすんでからはフィールディングに優れたショートとして知られていた。都市対抗野球には補強選手で2年連続出場。その守備力と俊足が評価され、2004年のドラフトで中日ドラゴンズに11巡目で指名され入団。

### プロ入り後
ルーキーイヤーの2005年、春季キャンプで同期の鎌田圭司と5年目の土谷鉄平で塁間のタイムを競い、それに勝利したためコーチに注目される。シーズンでは開幕から主に代走として一軍で活躍。荒木雅博・井端弘和が負傷した際にはスタメンでも起用された。2006年からは外野も守れる様になり、貴重なユーティリティプレイヤーとして二軍では存在感を示した。ただし、この年は一軍昇格の機会はゼロだった。
2007年はオープン戦から好調を維持し、開幕一軍メンバー入りを果たす。ただし、ルーキーの年と違うのは走力のみならず、打撃力にも期待されての抜擢である。その期待に応えるように3月30日のヤクルトとの開幕戦ではプロ入り初打点を挙げ、荒木や中村紀洋が故障した際は代わってスタメンに名を連ねることもあった。
2008年は二軍スタートだったが、5月25日の対ソフトバンク戦（ナゴヤドーム）で代走で起用され、好走塁で勝ち越し点を入れ、チームの勝利に貢献。かつて背番号48を付けた井端とともに初のお立ち台に上がった。しかし、二軍では好調だったが、一軍には定着できなかった。
2009年も前年に続き二軍スタートだったが、二軍で好成績を残し、一軍昇格。しかし、一軍では代打で安打を打てぬまま再び二軍に降格した。
2010年は一度も一軍に昇格することが出来ず、日本シリーズ期間中の11月1日に戦力外通告を受けた。本人は現役続行を希望し、12球団合同トライアウトを受験した。しかし、獲得する球団はなく、現役引退を表明した。

### 引退後
引退後は少年野球のベースボールスクール・ポルテの指導員となった。所属はリーフラス株式会社野球事業部。
その後中日に復帰し、野球振興部に所属してドラゴンズベースボールアカデミー講師（屋内練習場校・刈谷市校・岐阜市校）、ドラゴンズジュニアチームコーチ（2018年～2019年）を務めた。
また、鳥開ベースボールクラブで選手兼任コーチとしてプレーを継続し、その後はコーチ専任となった。
ドラゴンズアカデミーに勤務していたことから喪失していた学生野球資格を2022年1月11日に回復し、同年4月より日本福祉大学のコーチに就任した。

## 詳細情報

### 年度別打撃成績
| 年 度     | 球 団     | 試 合 | 打 席 | 打 数 | 得 点 | 安 打 | 二 塁 打 | 三 塁 打 | 本 塁 打 | 塁 打 | 打 点 | 盗 塁 | 盗 塁 死 | 犠 打 | 犠 飛 | 四 球 | 敬 遠 | 死 球 | 三 振 | 併 殺 打 | 打 率 | 出 塁 率 | 長 打 率 | O P S |
| --------- | --------- | ----- | ----- | ----- | ----- | ----- | -------- | -------- | -------- | ----- | ----- | ----- | -------- | ----- | ----- | ----- | ----- | ----- | ----- | -------- | ----- | -------- | -------- | ----- |
| 2005      | 中日      | 46    | 22    | 18    | 19    | 1     | 0        | 1        | 0        | 3     | 0     | 4     | 1        | 0     | 0     | 4     | 0     | 0     | 3     | 0        | .056  | .227     | .167     | .394  |
| 2007      | 中日      | 25    | 45    | 38    | 3     | 7     | 1        | 0        | 0        | 8     | 1     | 0     | 0        | 3     | 0     | 3     | 0     | 1     | 12    | 1        | .184  | .262     | .211     | .472  |
| 2008      | 中日      | 7     | 5     | 4     | 1     | 0     | 0        | 0        | 0        | 0     | 0     | 0     | 0        | 0     | 0     | 1     | 0     | 0     | 0     | 0        | .000  | .200     | .000     | .200  |
| 2009      | 中日      | 3     | 3     | 3     | 0     | 0     | 0        | 0        | 0        | 0     | 0     | 0     | 0        | 0     | 0     | 0     | 0     | 0     | 1     | 0        | .000  | .000     | .000     | .000  |
| 通算：4年 | 通算：4年 | 81    | 75    | 63    | 23    | 8     | 1        | 1        | 0        | 11    | 1     | 4     | 1        | 3     | 0     | 8     | 0     | 1     | 16    | 1        | .127  | .236     | .175     | .411  |

### 年度別守備成績
| 年 度 | 球 団 | 二塁  | 二塁  | 二塁  | 二塁  | 二塁  | 二塁     | 三塁  | 三塁  | 三塁  | 三塁  | 三塁  | 三塁     | 遊撃  | 遊撃  | 遊撃  | 遊撃  | 遊撃  | 遊撃     |
| 年 度 | 球 団 | 試 合 | 刺 殺 | 補 殺 | 失 策 | 併 殺 | 守 備 率 | 試 合 | 刺 殺 | 補 殺 | 失 策 | 併 殺 | 守 備 率 | 試 合 | 刺 殺 | 補 殺 | 失 策 | 併 殺 | 守 備 率 |
| ----- | ----- | ----- | ----- | ----- | ----- | ----- | -------- | ----- | ----- | ----- | ----- | ----- | -------- | ----- | ----- | ----- | ----- | ----- | -------- |
| 2005  | 中日  | 3     | 6     | 4     | 0     | 2     | 1.000    | 2     | 0     | 0     | 0     | 0     | ----     | 2     | 0     | 7     | 1     | 1     | .875     |
| 2007  | 中日  | 3     | 9     | 9     | 0     | 0     | 1.000    | 6     | 0     | 8     | 1     | 1     | .889     | -     | -     | -     | -     | -     | -        |
| 通算  | 通算  | 6     | 15    | 13    | 0     | 2     | 1.000    | 8     | 0     | 8     | 1     | 1     | .889     | 2     | 0     | 7     | 1     | 1     | .875     |

### 背番号
- 48 （2005年 - 2010年）